# 994
994(구백구십사)는 993보다 크고 995보다 작은 자연수다.

## 수학
- 합성수로, 그 약수는 1, 2, 7, 14, 71, 142, 497, 994다. 진약수의 합은 734이므로, 994는 부족수다.
- 135번째 쐐기수이자, 가장 큰 세 자리 쐐기수다. 앞의 쐐기수는 987, 다음 쐐기수는 1001이다.
- {\displaystyle 57^{5}-1}은 994로 나누어떨어진다.

## 교통
- 994번 홋카이도도(일본어판)

## 군사
- LST-994(영어판): 제2차 세계 대전에 사용된 미국의 전차상륙함.
- U-994(영어판, 독일어판): 제2차 세계 대전에 사용된 나치 독일의 군용 잠수함.

## 문화유산
- 대한민국의 보물 제994호: 강화 백련사 철조아미타여래좌상

## 방송
- 지니 TV의 애니원 채널 번호.
- LG헬로비전의 위라이크 채널 번호.
- KT HCN의 TV조선3 채널 번호.

## 기타
- 연도: 994년, 기원전 994년